# AG Draconis
AG Draconis är en kataklysmisk variabel, av typen symbiotisk stjärna, som tillhör undertypen Z Andromedae-variabler. AG Dra är en dubbelstjärna som består av en orange jätte som åtföljs av en vit dvärg och är belägen i stjärnbilden Draken. 
Stjärnan har en visuell magnitud som varierar mellan +7,9 och +10,3 med en period på 548,65 dygn.